# Microsoft Singularity
Singularity — начатый в 2003 году проект исследовательского подразделения корпорации Майкрософт по созданию высоконадёжной операционной системы, в которой микроядро, драйвера устройств и приложения написаны на управляемом коде.
Отличительной особенностью данной ОС является использование идеологии программно-изолированных процессов (Software Isolated Processes, SIP), похожих на лёгкие процессы языка Erlang, общение между которыми происходит исключительно посредством сообщений. В отличие от традиционных ОС, защита таких процессов в Singularity производится не путём организации аппаратно-защищённых адресных пространств, а путём использования типобезопасного подмножества промежуточного языка (MSIL) и его верификации перед компиляцией в родной код процессора. Каждый SIP обладает своим объектным пространством, «сборщиком мусора» и средой периода исполнения. Для таких процессов не допускается совместное использование памяти, и они не имеют возможности модифицировать свой код, что усиливает гарантии надежности работы программы в SIP.
Низкоуровневый код обработки прерываний x86 написан на языке ассемблера и C. Библиотеки времени исполнения (англ. runtime) и сборщик мусора написаны на Sing# (специально доработанном для данного проекта диалекте C#) с использованием небезопасного режима (англ. unsafe mode). Также присутствует код на C, использующийся в целях отладки. BIOS компьютера вызывается только на этапе загрузки в 16-разрядном реальном режиме работы процессора. После перехода в 32-разрядный режим BIOS больше никогда не вызывается, вместо него используются драйверы, написанные на Sing#. При установке ядра оп-коды CIL компилируются в инструкции x86 при помощи компилятора Bartok.
Bartok  — это исследовательский проект по созданию на языке C# оптимизирующего компилятора из CIL в x86.
Singularity 1.0 была завершена в 2007 году. Исследовательский пакет Singularity 1.1 Research Development Kit (RDK) был выпущен под лицензией Shared Source и допускает академическое некоммерческое использование; пакет доступен на CodePlex. 14 ноября 2008 г. был выпущен Singularity RDK 2.0. Дальнейшая разработка прекращена.
Код Singularity и вспомогательных средств доступен для изучения и использованияна сайте CodePlexАрхивная копия от 31 марта 2021 на Wayback Machine.